# Ложнобомбакс
Ложнобомбакс, также Псевдобомбакс (лат. Pseudobombax), — род цветовых растений подсемейства Мальвовые (Malvoideae) семейства Мальвовые (Malvaceae). Раньше род относился к семейству Бомбаксовые (Bombacaceae).
Род распространен в тропиках Южной Америки, Центральной Америки, Мексики, Кубы, Гаити и Наветренных островов.

## Некоторые виды
- Pseudobombax argentinum (R.E.Fr.) A.Robyns — Аргентина, Боливия, Бразилия, Парагвай
- Pseudobombax ellipticum (Kunth) Dugand — Ложнобомбакс эллиптический — Мексика, Сальвадор, Гватемала, Гондурас
- Pseudobombax grandiflorum (Cav.) A.Robyns — Ложнобомбакс крупноцветковый[3]
- Pseudobombax guayasense A.Robyns — Эквадор
- Pseudobombax longiflorum (Mart.) A.Robyns — Ложнобомбакс длинноцветковый
- Pseudobombax millei (Standl.) A.Robyns — Beldaco (Эквадор)
- Pseudobombax septenatum (Jacq.) Dugand[4]
- Pseudobombax tomentosum (Mart. & Zucc.) A.Robyns